# Biblioteca Hemeroteca Municipal de Tarragona
La Biblioteca Hemeroteca Municipal (BHMT) es va inaugurar l'any 1985. Obria portes amb el fons de publicacions periòdiques i monogràfiques que es conservaven a l'Ajuntament de Tarragona i la biblioteca de temàtica tarragonina del notari i bibliòfil Josep Gramunt i Subiela, incorporada al patrimoni municipal el 1979. És una biblioteca i hemeroteca especialitzada en temàtica i autors locals.
Es trobada ubicada a l'M2 Espai Tabacalera (a l'antiga fàbrica de tabacs de la ciutat. Avinguda Vidal i Barraquer de Tarragona, s/n.

## Fons
La Biblioteca Hemeroteca Municipal està especialitzada en autors i temes locals. Es va inaugurar l'any 1985 a l'edifici de l'Antic Ajuntament amb els fons de publicacions que es conservaven a l'Ajuntament i el Llegat Gramunt, que es trobava dipositat des de l'any 1979 a la Casa Castellarnau. Des d'aleshores ha vist incrementat els fons mitjançant la compra, l'intercanvi i les donacions. Aquestes últimes constitueixen una part molt important, ja que són llibres, en molts casos, rars o amb un valor patrimonial interessantíssim. Trobem manuscrits, edicions de llibres del segle xvi en endavant difícils de trobar, llibres de bibliòfil, i un llarg etcètera que fan que la biblioteca sigui de visita obligada pels estudiosos de la ciutat de Tarragona. La BHMT, a més, disposa d'una extensa bibliografia sobre la Guerra del Francès i el setge de Tarragona de 1811. Majoritàriament la documentació prové del Llegat Gramunt i del Llegat Babot.
- Fons municipal: Les publicacions del fons municipal abasten temàtica i autors locals. Són llibres que provenen de compra, intercanvi o donació. A banda de llibres, trobem un important fons de fullets, programes de mà i cartells de diferents èpoques i temàtiques. Destaquen els cartells de festes de Sant Magí i Santa Tecla des de finals del segle xix, els de Setmana Santa des de 1929, i els més recents, com els de Carnaval, del Concurs Internacional de Castells de Focs Artificials o del Festival Internacional de Dixieland de Tarragona, entre d'altres. Amb els cartells de les Festes de Santa Tecla i de Setmana Santa s'han fet exposicions monogràfiques i catàlegs. També hi tenen cabuda els cartells d'activitats i festes puntuals com els relacionats amb la vinguda del Comte Galeazzo Ciano (1939), les festes del centenari de la Rambla Nova (1954), la visita de Salvador Dalí (1973), els festivals de Tarragona, els cartells turístics per fer promoció de la ciutat, o els relacionats amb les falles i el cinema. Els programes de mà i fullets abasten temàtiques diverses: arts plàstiques, música, folklore i festes, lletres, història, teatre, política, joventut. Tot es troba classificat per temes i cronològicament.[3]

Es conserven més de quatre-cents títols de publicacions periòdiques aparegudes a la ciutat des de 1808, en què surt el primer Diari de Tarragona, fins a l'actualitat.
Entre les publicacions de més llarga durada destaquen el Diario de Tarragona (1808-1938), La Opinión (1875-1904), La Cruz (1902-1936), La Veu de Tarragona (1913-1935), Catalònia (1935-1936), Llibertat (1936-1938) i Diario Español (1939-1986).
Els darrers anys s'han digitalitzat algunes de les publicacions més consultades o en més mal estat de conservació. 120 capçaleres de diverses publicacions son consultables des de la seva secció de premsa digitalitzada al lloc web oficial. Suposen més de 395.000 pàgines d'un període que va des de 1808 a 2011.
- Altres fons:

- Llegat Josep Gramunt i Subiela
- Llegat Rafael Nadal i Company
- Llegat Carles Babot i Boixeda
- Llegat Antoni Quintana i Marí
- Fons Lluís de Salvador i Andrés
- Hemeroteca

## Serveis
La Biblioteca-Hemeroteca Municipal ofereix els següents serveis: una sala de consulta amb 12 punts de lectura, un ordinador amb accés a internet, Zona Wi-Fi i fotocopiadora.